# Крестон (Іллінойс)
Крестон (англ. Creston) — селище (англ. village) в США, в окрузі Оґл штату Іллінойс. Населення — 627 осіб (2020).

## Географія
Крестон розташований за координатами 41°56′1″ пн. ш. 88°58′27″ зх. д. / 41.93361° пн. ш. 88.97417° зх. д. (41.933524, -88.974117).  За даними Бюро перепису населення США в 2010 році селище мало площу 2,96 км², уся площа — суходіл.

## Демографія
Згідно з переписом 2010 року, у селищі мешкали 662 особи в 243 домогосподарствах у складі 172 родин. Густота населення становила 224 особи/км².  Було 267 помешкань (90/км²).
Расовий склад населення:
| - 90,9 % — білих - 2,6 % — чорних або афроамериканців - 1,1 % — азіатів - 4,2 % — осіб інших рас |

До двох чи більше рас належало 1,2 %. Частка іспаномовних становила 6,0 % від усіх жителів.
За віковим діапазоном населення розподілялося таким чином: 26,9 % — особи молодші 18 років, 65,1 % — особи у віці 18—64 років, 8,0 % — особи у віці 65 років та старші. Медіана віку мешканця становила 33,0 року. На 100 осіб жіночої статі у селищі припадало 105,0 чоловіків;  на 100 жінок у віці від 18 років та старших — 96,0 чоловіків також старших 18 років.
Середній дохід на одне домашнє господарство  становив 58 833 долари США (медіана — 50 781), а середній дохід на одну сім'ю — 59 988 доларів (медіана — 51 094). Медіана доходів становила 43 750 доларів для чоловіків та 47 500 доларів для жінок. За межею бідності перебувало 6,9 % осіб, у тому числі 9,9 % дітей у віці до 18 років та 0,0 % осіб у віці 65 років та старших.
Цивільне працевлаштоване населення становило 386 осіб. Основні галузі зайнятості: освіта, охорона здоров'я та соціальна допомога — 14,5 %, виробництво — 13,0 %, роздрібна торгівля — 12,4 %.